# Samuel Adler
Pour les articles homonymes, voir Adler.
Samuel Adler est un compositeur et chef d'orchestre américain, né allemand, le 4 mars 1928 à Mannheim. Au cours d'une carrière professionnelle de plus de six décennies, il a été membre du corps professoral de l'École de musique Eastman - Université de Rochester et de Juilliard School. En outre, il est crédité de fonder et de diriger l'Orchestre symphonique de la septième armée qui a participé aux initiatives diplomatie culturelle des États-Unis en Allemagne et dans toute l'Europe après la Seconde Guerre mondiale. Le vaste catalogue musical d'Adler comprend plus de 400 compositions publiées. Il a reçu plusieurs récompenses, dont l'ordre du Mérite de la République fédérale d'Allemagne.

## Biographie
Il part pour les États-Unis en 1939 et étudie à l'Université de Boston de 1943 à 1947. Puis, il rejoint l'Université Harvard de 1948 à 1950 où il étudie avec Aaron Copland, Paul Hindemith, Paul Pisk, Walter Piston, et Randall Thompson et obtient un M.A. en 1950. Il étudie la direction d'orchestre avec Serge Koussevitzky à Tanglewood en 1949. Pendant son service dans l'Armée de terre des États-Unis (1950–1952), Adler fonde et dirige l'Orchestre symphonique de la septième armée.En 1953, Adler a reçu la Citation d'excellence de l'Armée des États-Unis pour avoir fondé l'orchestre et organisé ses concerts en soutien à la diplomatie culturelle après la Seconde Guerre mondiale,,,,,,,,,. 

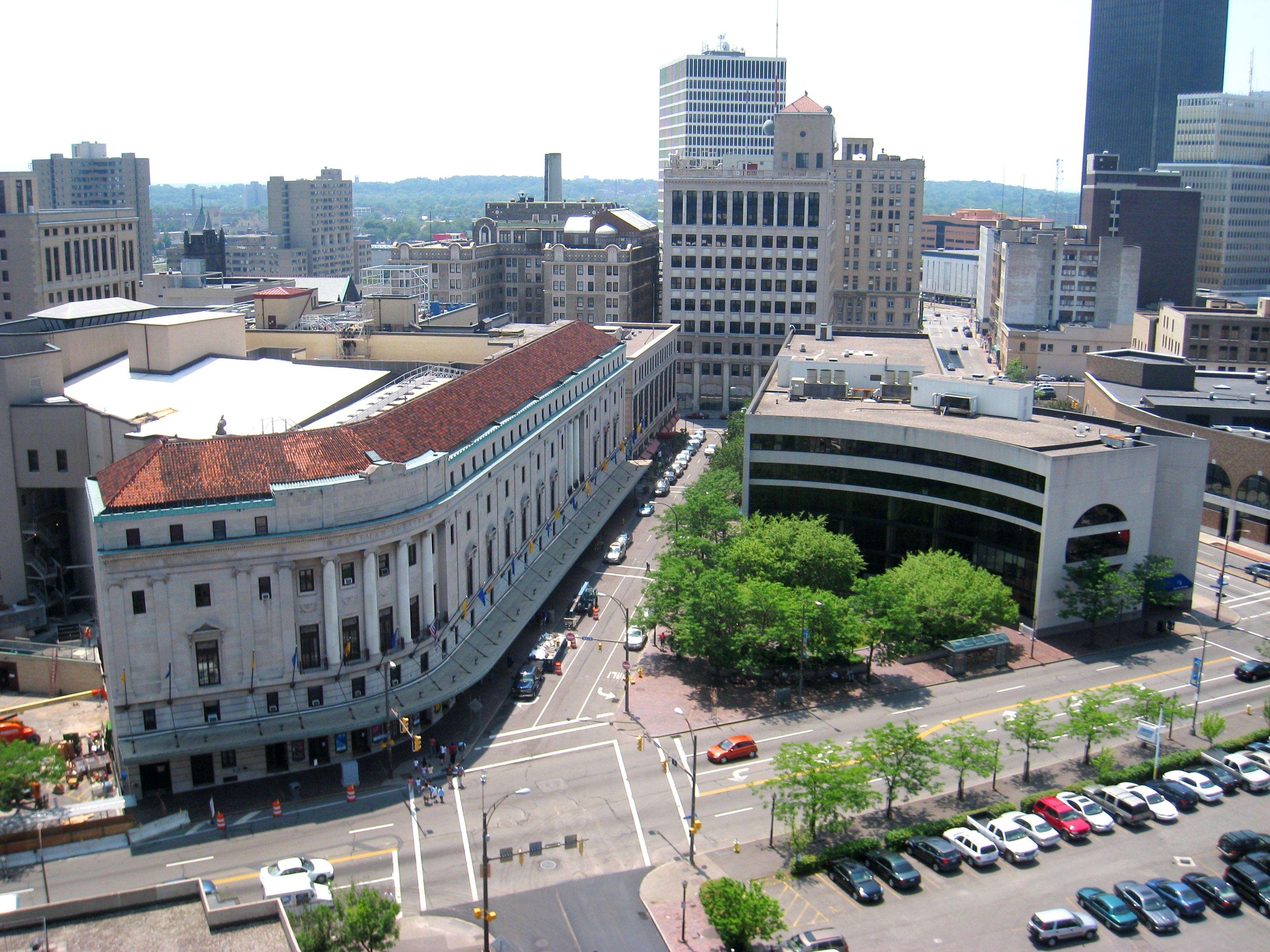
Eastman School of Music- University of Rochester

Il enseigne à l'université du Nord du Texas entre 1958 et 1966. Pendant près de trois décennies, Adler fut professeur de composition à l'École de musique Eastman de l'université de Rochester (1966-1995). En 1997, il est devenu membre de la faculté de la Juilliard School et a reçu la Chaire William Shuman Scholars en 2009,,,.
Adler est l'auteur de trois livres : Choral Conducting (Holt Rinehart et Winston 1971, deuxième édition Schirmer Books 1985), Sight Singing (W.W. Norton 1979, 1997), et The Study of Orchestration (W.W. Norton 1982, 1989, 2001 ; Édition italienne édité par Lorenzo Ferrero pour EDT Srl Torino, 2008). Il a également contribué à de nombreux articles dans de grands magazines, livres et encyclopédies publiés aux États-Unis et à l’étranger. Adler a également réfléchi sur six décennies d'enseignement dans ses mémoires Building Bridges with Music : Stories from a Composer's Life (Pendragon Press, 2017),.
Au fil des décennies, Adler a reçu de nombreux prix, parmi lesquels : « ASCAP Aaron Copland Award for Lifetime Achievement in Music », « Prix Deems Taylor », « Bourse Guggenheim », « Prix Charles Ives »,,,. Il a également été nommé au Panthéon de la musique classique américaine (2008).
Au fil des décennies, l'héritage musical d'Adler a été interprété par plusieurs ensembles orchestraux, notamment : Symphonie de chambre de Cleveland, Quatuor d'Esterhazy, Orchestre symphonique national de Lettonie, Brandenburgisches Staatsorchester Frankfurt et le Bowling Green Philharmonia. Les performances de ses compositions ont été enregistrées sur plusieurs labels dont Albany Records, Linn Records, Navona Records et Naxos Records.
Samuel Adler est marié à Emily Freeman Brown qui est directrice musicale et chef d'orchestre du Bowling Green Philharmonia,,,,.

## Style de compositions
Les musicologues ont noté que les travaux d'Adler incorporent un large éventail de techniques de composition, y compris l'atonalité libre, le diatonicisme et le sérialisme. En outre, il est reconnu pour ses rythmes de danse, ses thèmes folkloriques, ses ostinati et ses dispositifs associés à la musique aléatoire.

## Œuvres
Samuel Adler composa après ses études. Son rythme et les accords sont très rapides et vifs, ou lents et mélodieux.
Il compose 6 symphonies et 8 quatuors à cordes. Il a entre autres composé une sonate en quatre mouvements pour cor et piano et deux pièces pour clavecin (Sonate pour clavecin, 1982 ; Bridges to Span Adversity, 1989),,.

### Musique symphonique
- Symphonie no 1 (1953) (durée:22:00) pour grand orchestre, Création : Orchestre symphonique de Dallas, Walter Hendl, chef, décembre 1953
- Symphonie no 2 (1957) (durée:24:00) pour grand orchestre, Création : Orchestre symphonique de Dallas, Walter Hendl, chef,
- Symphonie no 3 “Diptych” (1960, rev 1980-81) (durée:14:30) pour orchestre de vents, Création : juillet 1961 (original). Eastman Wind Ensemble, janvier 1981
- Symphonie no 4 “Geometrics” (1967) (durée:27:00) pour grand orchestre, Création : Orchestre symphonique de Dallas, Donald Johannos, conductor, mai, 1970.(révisée), février 1958.
- Symphonie no 5 “We Are the Echoes” (1975) (durée:28:00) pour Mezzo-Soprano et grand orchestre, Création : Orchestre symphonique de Fort Worth (en), Samuel Adler, chef, Jan DeGaetani, mezzo-soprano, novembre, 1976.
- Symphonie no 6 (1985) (durée:22:00) pour grand orchestre, Commande : the Koussevitsky Foundation for the Baltimore Symphony Orchestra, David Zinman, chef.

### Solo instrumental
- Four Composer Portraits (Birthday Cards for Solo Piano), pour piano non accompagné
- Bassoonery (Study for Bassoon Solo), pour basson non accompagné (1965)
- A Bonnie Tune (A Scherzo for Solo Flute), pour flûte non accompagnée (2012)
- Bravura (A Concert Piece for Bass Trombone), pour trombone basse non accompagné (2012)
- Bridges to Span Adversity, pour clavecin (1991)
- Cantilena, pour cor solo F (2018)
- Canto III, pour violon solo
- Canto V
- Canto VIII, pour piano solo (1976)
- Clarinon, pour clarinette si bémol sans accompagnement
- Fantasy, pour piano solo (2014)
- Festschrift, pour piano solo
- Flaunting, pour flûte non accompagnée
- From Generation to Generation, pour orgue solo
- In Memory of Milton, pour violon solo (2012)
- In Praise of Bach, pour orgue solo (2003)
- Meadowmountetudes (Four Studies Of 20th-Century Techniques), pour violon solo (1996)
- Oboration, pour hautbois non accompagné (1965)
- The Sense of Touch (Eight Short Pieces Introducing the Young Pianist to Techniques Used in Twentieth-Century Music), pour piano solo (1983)
- Solemn Soliloquy, pour violon solo (2015)
- Sonata, pour guitare solo (1990)
- Sonata, pour clavecin (1984)
- Three Piano Preludes, pour piano solo
- Thy Song Expands My Spirit (A Tribute to Aaron Copland on His 80th Birthday), pour piano solo (1983)
- Two Meditations, pour orgue (1965)

### Musique de chambre
- 5 Movements
- Acrostics (Four Games for Six Players)
- Be Not Afraid: The Isle Is Full Of Noises, pour quintette de cuivres
- Brahmsiana
- Caccia, pour deux flûtes
- Concert Piece
- Contrasting Inventions
- Diary Of A Journey
- Divertimento
- Divertissement, pour alto et marimba
- Divertissement, pour violon et marimba
- Festival Fanfare and Dance, pour ensemble de cuivres
- Fidl-Fantazye: A Klezmer Concerto, pour violon et piano (2017)
- Four Dialogues for Euphonium, pour euphonium et marimba
- Into The Radiant Boundaries, pour alto et guitare
- Introit & Toccatina
- L'Olam Vaed, pour violoncelle et piano
- Let The Trumpet Sound, pour trompette et orgue (2015)
- Life Is an Ecstasy, pour trompette et orgue (2017)
- Pasiphae, pour piano et percussions
- Pensive Soliloquy, pour saxophone alto et piano à plat (1998)
- Ports Of Call, pour duo de violon
- Praeludium
- Primavera Amarilla
- Quintet, pour piano et quatuor à cordes
- Recitative and Rondo Capriccioso, pour flûte et piano (2014)
- Romp, pour quatuor à cordes
- Scherzo Schmerzo, pour trompette, corne, trombone, tuba et percussion
- String Quartet No. 6 (A Whitman Serenade) pour voix moyenne et quatuor à cordes)
- Sonata, pour cor et piano (1948)
- Sonata, pour flûte et piano (2006)
- Sonata, pour alto et piano (1987)
- String Quartet No. 9
- String Quartet No. 10
- Three Pieces, pour violoncelle et piano (2016)
- Time in Tempest Everywhere
- Trio ("5 Snapshots"), pour trio à cordes
- Trumpetry
- Two Southern Appalachian Folk Songs, pour violon et piano (2014)

### Musique vocale/chorale
- Five Choral Scherzi, pour chœur mixte, alto et guitare
- In Praise Of Labor, pour voix et piano
- Jonah (The Man Without Tolerance), pour chœur SATB et orchestre
- Nuptial Scene
- Of Love and Dreams, pour voix et piano (2018)
- Of Saints & Sinners-Mez
- Passionate Sword-Fl/Cl
- A Psalm Trilogy, pour un chœur cappella SATB (1997)
- Recalling The Yesterdays, pour mezzo-soprano, flûte, clarinette, violon, violoncelle, piano et percussion
- Serenade
- Sixth String Quartet
- Song Of Songs Fragments, pour mezzo-soprano, clarinette et piano
- Those Were The Days, pour voix et piano
- Two Shelley Songs, pour chœur SATB et piano(1982)
- To Remember: To Be Remembered
- Todesfuge, pour voix de ténor et piano
- We Believe A Hymn Of Faith

### Orchestre
- All Nature Plays
- American Airs and Dances
- Art Creates Artists
- A Bridge to Understanding
- Centennial
- Drifting on Wind and Currents
- Elegy, pour orchestre à cordes
- In Just Spring
- In The Spirit Of Bach, pour orchestre à cordes (2015)
- Jonah (The Man Without Tolerance), pour chœur SATB et orchestre
- Man Lebt Nur Einmal (Darum Tanzen Wir), pour grand orchestre
- Serenade
- Seven Variations on 'God Save the King', pour petit orchestre de chambre
- Shadow Dances
- Show An Affirming Flame
- Symphony No. 1 (1953)
- Symphony No. 2 (1957)
- Symphony No. 3 ("Diptych", 1960, rev. 1980)
- Symphony No. 4 ("Geometrics", 1965)
- Symphony No. 5 ("We Are the Echoes"), pour mezzo-soprano et orchestre(1975)
- Symphony No. 6 (1985)
- Time in Tempest Everywhere, pour soprano, hautbois et orchestre de chambre
- We Believe: A Hymn of Faith

### Orchestre avec solistes
- Arcos Concerto (A Bridge between the old and the new), pour flûte, hautbois, clarinette, basson et orchestre à cordes
- Beyond the Pale (A Portrait of a Klezmer), pour clarinette et orchestre à cordes
- Concerto, pour violoncelle et orchestre (1999)
- Concerto, pour alto et orchestre (2002)
- Concerto, pour violon et orchestre (2015)
- Concerto "Shir Ha Ma'alot", pour quintette à vent et orchestre
- Concerto for Guitar and Orchestra (1998)
- Concerto for Horn and Orchestra
- Concerto for Organ and Orchestra
- Concerto No. 2, pour piano et orchestre (1996)
- Fidl-Fantazye: A Klezmer Concerto, pour violon et orchestre
- Lux Perpetua, pour orgue et orchestre
- Piano Concerto No. 2
- Piano Concerto No. 3, pour piano et orchestre à cordes
- Second Piano Concerto
- Those Were the Days

### Ensemble de bande
- American Airs and Dances
- Concerto for Guitar and Wind Ensemble
- Concerto for Winds, Brass and Percussion
- Dawn to Glory
- A Little Night and Day Music (1977)
- Pygmalion
- The River That Mines the Silences of Stones (2016)
- Rogues and Lovers
- Serenata Concertante, pour flûte, hautbois, clarinette, basson, saxophone alto et ensemble à vent
- Solemn March

### Musique de scène
- The Outcast of Poker Flat, 1959, opéra, mis en scène Dallas, avril 1961
- The Wrestler, 1971, opéra, mis en scène Dallas, juin 1972
- The Disappointment, 1974, opéra (reconstruction d'un opéra de ballade précoce)
- The Lodge of Shadows, drame musical pour baryton solo, danseurs et orchestre
- The Waking, 1978, ballet

### Musique liturgique
- B'shaaray Tefilah: A Sabbath Service (1963), pour chantre, SATB et orgue [33]
- Call to Worship (1995), pour chantre, SATB et orgue
- Haskivenu (1981), pour chantre, SATB, et orgue
- L'cha Dodi (1984), pour solo, SATB, orgue et flûte
- Ma Tovu (2011), pour tenor, SATB et orgue
- Psalm 24 (2003), pour SATB et orgue
- Psalm 40, pour SATB et orgue
- Psalm 67, pour SATB et orgue
- Psalm 96, pour SATB et orgue
- Psalm 146 (1985), pour SATB et orgue
- Shir Chadash - A Friday Eve Service, pour orgue et chœur en trois parties (SAB)
- The Twenty-Third Psalm - Hebrew and English (1981), pour tenor, SATB and orgue
- Yamim Naraim I and II - A Two-Volume Anthology for the High Holy Days (1990-91), pour chantre, SATB et orgue